# Simulium nacojapi
Simulium nacojapi är en tvåvingeart som beskrevs av John Smart 1944. Simulium nacojapi ingår i släktet Simulium och familjen knott. Inga underarter finns listade i Catalogue of Life.